# Rhodania flava
Rhodania flava är en insektsart som beskrevs av Goux 1936. Rhodania flava ingår i släktet Rhodania och familjen ullsköldlöss.
Artens utbredningsområde är Frankrike. Inga underarter finns listade i Catalogue of Life.